# Retfærdigt Rusland
 Der er for få eller ingen kildehenvisninger i denne artikel, hvilket er et problem. Du kan hjælpe ved at angive troværdige kilder til de påstande, som fremføres i artiklen.

Retfærdigt Rusland (russisk: Справедливая Россия, tr. Spravedlivaja Rossija) er et socialdemokratisk politisk parti i Den Russiske Føderation, der siden 2016 har haft 23 af 450 pladser i Statsdumaen.
Partiet blev dannet den 28. oktober 2006 som en fusion af venstreorienterede af "Rodina", det "Russiske livs parti" og det "Russiske Pensionistpartiet". Senere er yderligere seks mindre partier blevet optaget. [14] Retfærdigt Ruslands platform er baseret på principperne om rimelighed, frihed og solidaritet. [15] Partiet opfordrer til skabelsen af "Ny socialisme i det 21. århundrede", som garanterer rettigheder og friheder for den enkelte og sikrer et velfungerende velfærdssamfund. I 2011 blev Nikolaj Levitjev valgt som partiformand, efterfølgende Sergej Mironov, der har ledt partiet i 2006-2011. Den 27. oktober 2013 blev Mironov igen valgt som partiformand.